# Album Title Goes Here
Albums de Deadmau5
4x4=12
(2010) While(1<2)
(2014)
Singles
1. Maths
Sortie : 17 février 2012
2. The Veldt
Sortie : 8 mai 2012
3. Professional Griefers
Sortie : 14 août 2012

Album Title Goes Here, stylisé > album title goes here <, est le sixième album studio du DJ et compositeur canadien Deadmau5 sorti le 24 septembre 2012. L'album sort sous le label de Deadmau5 : Mau5trap Recordings ainsi que le label de musique électronique américain Ultra Records. Enregistré de 2009 à 2012 (réédition), l'album est produit par Joel Zimmerman (Deadmau5) et Joey Youngman (Wolfgang Gartner). 3 singles sont extraits de cet album : Maths sorti le 17 février 2012, The Veldt le 8 mai et Professional Griefers le 14 août. L'extrait Failbait avec Cypress Hill a été utilisé dans la bande-son du film Fast & Furious 6.

## Liste des pistes
| 1.  | Superliminal                              |             | Deadmau5                    | 6:15 |
| 2.  | Channel 42                                |             | Deadmau5 & Wolfgang Gartner | 4:48 |
| 3.  | The Veldt (8-Minute Version)              | Chris James | Deadmau5                    | 8:28 |
| 4.  | Fn Pig                                    |             | Deadmau5                    | 8:42 |
| 5.  | Professional Griefers (feat. Gerard Way)  |             | Deadmau5                    | 4:05 |
| 6.  | Maths                                     |             | Deadmau5                    | 6:54 |
| 7.  | There Might Be Coffee                     |             | Deadmau5                    | 7:00 |
| 8.  | Take Care of the Proper Paperwork         |             | Deadmau5                    | 6:52 |
| 9.  | Closer                                    |             | Deadmau5                    | 7:11 |
| 10. | October                                   |             | Deadmau5                    | 7:10 |
| 11. | Sleepless                                 |             | Deadmau5                    | 4:06 |
| 12. | Failbait (feat. Cypress Hill)             |             | Deadmau5                    | 4:49 |
| 13. | Telemiscommunications (feat. Imogen Heap) |             |                             | 4:06 |

| 14. | Strobe (Live Version)                                 |  |
| 15. | The Veldt (feat. Chris James) (Tommy Trash Remix)     |  |
| 16. | Professional Griefers (feat. Gerard Way) (Radio Edit) |  |

## Classement par pays
| Classement (2012)                           | Meilleure position |
| ------------------------------------------- | ------------------ |
| Australie (ARIA Charts)                     | 11                 |
| Autriche (IFPI)                             | 24                 |
| Belgique (Ultratop 50) (Flandre)            | 22                 |
| Belgique (Ultratop 50) (Wallonie)           | 35                 |
| Canada (Canadian Albums Chart)              | 2                  |
| Danemark (IFPI Denmark)                     | 15                 |
| Pays-Bas (MegaCharts)                       | 16                 |
| Finlande (The Official Finnish Charts)      | 31                 |
| France (SNEP)                               | 51                 |
| Allemagne (Media Control Charts)            | 39                 |
| Irlande (Irish Albums Chart)                | 6                  |
| Italie (FIMI)                               | 26                 |
| Nouvelle-Zélande (New Zealand Albums Chart) | 17                 |
| Norvège (Norwegian Albums Chart)            | 26                 |
| Écosse (Scottish Albums Chart)              | 6                  |
| Espagne (Productores de Música de España)   | 85                 |
| Suisse (Swiss Music Charts)                 | 18                 |
| Royaume-Uni (UK Albums Chart)               | 9                  |
| Royaume-Uni (UK Dance Albums Chart)         | 1                  |
| États-Unis (Billboard 200)                  | 6                  |
| États-Unis (Dance/Electronic Albums)        | 1                  |
| États-Unis (Independent Albums)             | 2                  |

## Historique de sortie
| Pays        | Date              | Label                   |
| ----------- | ----------------- | ----------------------- |
| Australie   | 21 septembre 2012 | EMI                     |
| Allemagne   | 21 septembre 2012 | EMI                     |
| Irlande     | 21 septembre 2012 | mau5trap, Parlophone    |
| Royaume-Uni | 24 septembre 2012 | mau5trap, Parlophone    |
| France      | 24 septembre 2012 | EMI                     |
| Canada      | 25 septembre 2012 | mau5trap, Ultra Records |
| États-Unis  | 25 septembre 2012 | mau5trap, Ultra Records |
| Japon       | 26 septembre 2012 | EMI                     |

## Anecdotes
- Le morceau "Maths" a été enregistré en 2010 et Deadmau5 l'a joué à bon nombre de concerts, sans que personne connaisse le nom ou l'auteur du morceau.